# Gudrun Olbricht
Gudrun Olbricht ist eine ehemalige deutsche Eiskunstläuferin.
Sie wurde 1949 erste DDR-Meisterin im Eiskunstlauf der Damen. Bei Europa- oder Weltmeisterschaften startete sie nicht. Nach ihrem DDR-Meistertitel ging sie in den Westen nach Bad Nauheim. Später heiratete sie den Tanzlehrer Helmut Wiedemann.

## Ergebnisse
| Wettbewerb / Jahr        | 1947 | 1949 |
| ------------------------ | ---- | ---- |
| Deutsche Meisterschaften | 3.   |      |
| DDR-Meisterschaften      |      | 1.   |

| Personendaten    | Personendaten             |
| ---------------- | ------------------------- |
| NAME             | Olbricht, Gudrun          |
| ALTERNATIVNAMEN  | Wiedemann, Gudrun         |
| KURZBESCHREIBUNG | deutsche Eiskunstläuferin |
| GEBURTSDATUM     | um 1930                   |